# طائر الليفر

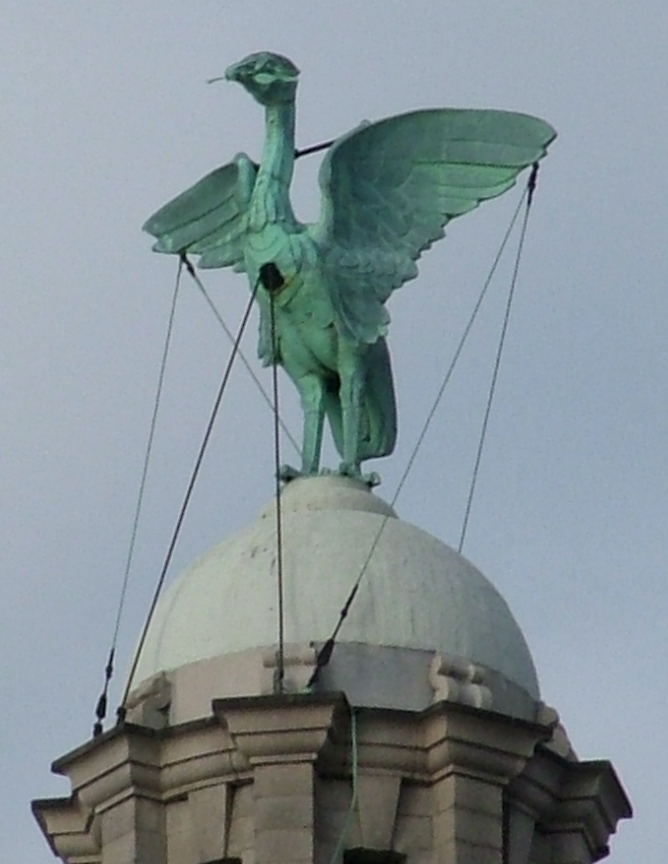
Liver Bird on a tower of the Royal Liver Building

طائر الليفر (/[invalid input: 'icon']ˈlaɪvərbɜːrd/) هو رمز لمدينة ليفربول، إنجلترا. وشعار نادي ليفربول

## التاريخ
استخدم هذا الطائر قديماً في تصميم أختام الشركات، ويعود لعام 1350. يوجد هكذا ختم في متحف بريطانيا الآن. عام 1668، أعطى إيرل دربي مجلس المدينة صولجاناً منقوش عليه كلمة «ليفر»، وكان هذا أول ما عرف به طائر الليفر. عام 1797، منحت كلية الأسلحة بعض الأسلحة الرسمية إلى ليفربول، وهذا ما جعل هذه الطيور تحتل مكان الصدارة.
منذ ذلك الحين، تم تصوير هذا الطائر في العديد من الأشكال لتمثيل المدينة. ويعتبر تمثال العصفورين الموضوع على رأس برج الساعة في مبنى الليفر الملكي في ليفربول الأشهر، وقد افتتح هذا المبنى عام 1911. وضع على رأس كل برج منحوتة معدنية كورمورانت- تشبه طائر الليفر، وقد صمم هذه المنحوتة بارتلز برنارد كارل، وشيد رابطة برومزغروف.
يوجد طائران من طيور الليفر أقل شهره، كما يوجد طائر معدني ثالث على مبنى مكتب «ميرسي تشامبيرز» القريب من كنيسة السيدة العذراء وسانت نيكولاس في مدينة ليفربول. أما الرابع، فهو طائر منقوش على الحجر، كان يوجد على رأس مبنى سانت جون ماركت الأصلي حتى تم هدمه في عام 1964. ويتم الاحتفاظ بطائر الليفر هذا في متحف  ميرسيسايد البحري.

## التسمية والنوع
كان تحديد نوع طائر الليفر موضع لبس وجدل منذ القدم.
فالطائر المرسوم على أختام القرون الوسطى هو طائر عام. لكن أقدم الآثار المكتوبة تعود إلى الملك جون الذي منح الميثاق في المدينة عام 1207. فقد استخدم شعار النسر الخاص ببلدة سانت جون تكريماً لها.
بحلول منتصف القرن السابع عشر، بدأ الناس نسيان أصول هذا الطائر، مع الإشارة إليه باسم طائر الغاق، وهي طيور شائعة الانتشار في المياه الساحلية قرب ليفربول. يشير ميس إلى استخدام تسمية "leaver" القرن السابع عشر، بينما يخلط هيرالدري في وقت لاحق من القرن الأمور، مفترضاً أن هذا المصطلح مرتبط بكلمة هولندية قديمة هي «ليفلر» والتي تعني أبو ملعقة  - وهو طائر نادراً ما يتواجد في شمال إنكلترا.
تشير كلية الأسلحة إلى هذا الطائر على أنه الغاق. إضافة إلى أن الغصن في فم الطائر هو عشبة بحرية تسمى ' لافر '، ما يعني أن تسمية الطيور أتت من هذا الغصن.
يبدو أن الطير بالأصل كان يقصد به أن يكون نسراً، لكنه رسمياً الآن طائر الغاق.
وتشير العديد من التفسيرات الحديثة للرمز على أنه طائر الغاق. وعلى الرغم من أنه يظهر بوضوح في شعار نادي ليفربول لكرة القدم برأسٍ صغيرة ومنقار متعرج، إلا أنه يرمز أكثر للطيور الجارحة.